# Puig de Coma Negra
El Puig de Coma Negra es una cima de la sierra de la Baga de Bordellat, en la vertiente septentrional de la cordillera de los Pirineos, que se eleva a 1558 m. sobre el nivel del mar y situada en el término municipal de la comuna francesa de Lamanère en el departamento de los Pirineos Orientales.
Tiene la particularidad de ser el punto más meridional del territorio continental metropolitano de Francia.